# Rede Gazeta
Rede Gazeta é uma rede de televisão comercial aberta estadual brasileira sediada em Vitória, Espírito Santo. Possui quatro emissoras afiliadas à TV Globo cobrindo todos os 78 municípios do estado, e faz parte da Rede Gazeta de Comunicações, maior conglomerado de mídia do estado.

## História
A programação da Rede Globo de Televisão chegou ao Espírito Santo bem antes de sua afiliada se instalar nas terras capixabas. Como já descrito, em 1966, um grupo de políticos e empresários criou a TV Clube Intermunicipal, o embrião da criação da TV Gazeta, 10 anos depois, em 1976. As décadas de 60 e 70 são marcadas por mudanças no eixo político-econômico capixaba e nacional. De tradição agrária (num Estado que iniciava a sua migração para a produção fabril-exportadora) e vinculada a atividades políticas (num tempo de ditadura), a família Monteiro Lindenberg passa a investir para fazer travessias nos campos de poder.
Com o crescimento da audiência da TV, principalmente em torno da Globo, incluído no projeto nacional de constituição de sistema de comunicação de massa no Brasil, a família Monteiro Lindenberg vê na TV um lugar de investimento e atuação, reforçando sua presença no negócio midiático, uma vez que o clã já possuía o jornal A Gazeta desde os anos 1940, adquirido no contexto de querelas político-partidárias. A partir de negociações, disputas e conversas que remontam aos anos inicias da década de 1970, a família Monteiro Lindenberg conseguiu o contrato de retransmissão da Globo e a concessão de um canal, inaugurando a TV Gazeta em 11 de setembro de 1976. Em seus primórdios, a TV Gazeta contratou em outros Estados da Federação profissionais experientes na área. Também promoveu treinamentos de jornalistas e técnicos com a equipe da TV Globo, no Rio de Janeiro. Registre-se que o curso de Comunicação Social da Universidade Federal do Espírito Santo (Ufes), com habilitação em Jornalismo e Publicidade, foi criado apenas em 1975.
A TV Gazeta obteve concessões em todas as regiões capixabas (TV Gazeta Sul, com sede em Cachoeiro de Itapemirim; TV Gazeta Norte, em Linhares; e TV Gazeta Noroeste, em Colatina), sempre como retransmissora da Globo. Tais canais mantêm programação local, reproduzindo conteúdo da Globo e da TV Gazeta de Vitória.
Em setembro de 2021, o diretor-geral da Rede Gazeta, Café Lindenberg, passa a fazer parte da presidência e do conselho da rede. Em seu lugar, como diretor-geral, assume o colaborador Marcello Moraes.